# Daban
Daban is een gemeente (commune) in de regio Koulikoro in Mali. De gemeente telt 11.200 inwoners (2009).
De gemeente bestaat uit de volgende plaatsen:
- Bayabougou
- Bouala
- Daban
- Marakabougou
- Monitou
- N'Tjiba Bouloukou
- Sankebougou
- Siracoroni
- Sirakoro
- Tiessamabougou